# ويليام فان نيس باي
ويليام فـان نيس باي هو قاضي ومحامي وسياسي أمريكي، ولد في 23 نوفمبر 1818 في هدسون في الولايات المتحدة، وتوفي في 10 فبراير 1894 في يوريكا في الولايات المتحدة. نشط حزبياً في الحزب الديمقراطي. وقد انتخب عضو مجلس نواب ولاية ميزوري ‏ وانتخب عضو مجلس النواب الأمريكي ‏.